# Neotanygastrella tricoloripes
Neotanygastrella tricoloripes är en tvåvingeart som beskrevs av Oswald Duda 1925. Neotanygastrella tricoloripes ingår i släktet Neotanygastrella och familjen daggflugor. Inga underarter finns listade i Catalogue of Life.